# Vetenskaplig myt

Isaac Newton och ett äppelträd bildar en populär, mytisk del i hans uppställande av teorin för universell gravitation.

En vetenskaplig myt är en myt om vetenskap. Vetenskapliga upptäckter presenteras till exempel ofta på ett mytologiskt sätt med en teori som förklaras som en dramatisk plötslig insikt hos en heroisk person snarare än som resultat av uthålliga experiment och resonerande. Newtons gravitationslag till exempel beskrivs ofta som resultatet av ett äpple som föll på hans huvud. Newtons observation av ett fallande äpple hade visserligen del i att få honom att börja tänka på problemet, men det tog honom ungefär tjugo år att fullt utveckla teorin, vilket gör att berättelsen om äpplet har beskrivits som en myt.
I vilken utsträckning den vetenskapliga mytbildningen sker och hur problematiskt det är kan diskuteras. Vetenskapshistorikern Douglas Allchin säger att de mytiska inslagen är missledande eftersom de för fram resultatet som om det har erhållits av en auktoritet och underskattar betydelsen av felaktigheter och en lösning med vetenskaplig metod. I ett svar på detta håller Julie Westerlund och Daniel Fairbanks med om att romantiska berättelser om vetenskap tenderar att förvränga dess natur men i fallet Mendels upptäckt av ärftlighetslagarna anser de att Allchins kritik gällande Mendels roll och resonerande är överdriven.